# Stefan Schultes
Stefan Schultes (* 12. Dezember 1944 in Thalau) ist ein deutscher Jurist, Verwaltungsbeamter und ehemaliger Kommunalpolitiker. Er ist Mitglied der CDU.
Schultes studierte nach seinem Wehrdienst Rechtswissenschaft. An der Eberhard Karls Universität Tübingen folgte die Promotion. Anschließend trat Schultes in den Höheren Dienst des Landes Baden-Württemberg ein. Am 13. Dezember 1981 wurde er zum Oberbürgermeister von Ellwangen (Jagst) gewählt. Das Amt trat er am 17. Februar 1982 an. 1995 wurde er Nachfolger Manfred Oechsles als Oberbürgermeister von Reutlingen. Bei der Oberbürgermeisterwahl 2003 in Reutlingen unterlag er Barbara Bosch.
Schultes ist Mitglied der katholischen Studentenverbindungen K.St.V. Südmark München im KV und der KAV Capitolina zu Rom im CV.

## Schriften
- Die Polizeipflicht von Hoheitsträgern, Universität Tübingen, Diss., 1984.